# آذرین وندر ولیت علومی
آذرین وَندِر ولیت علومی (انگلیسی: Azareen Van Der Vliet Oloomi)، یک نویسندهٔ ایرانی-آمریکایی است که به‌خاطر نگارش داستان بلند «زِبرا صدایم کنید» (به انگلیسی: Call Me Zebra) برنده جایزهٔ پـِـن‌فاکنر سال ۲۰۱۹ شده‌است.

## زندگی‌نامه
او در ایالات متحده آمریکا از پدری ایرانی و مادری هلندی-اسکاتلندی به دنیا آمد. وی در چندین کشور زندگی کرده‌است و به زبان‌های انگلیسی، اسپانیایی، ایتالیایی، فارسی و کاتالان تسلط دارد.

## رمان‌ها
- «زبرا صدایم کنید» (Call Me Zebra)، ناشر: Houghton Mifflin Harcourt
- «فرا کیلر» (Fra Keeler)